# Доколумбова история Кокле

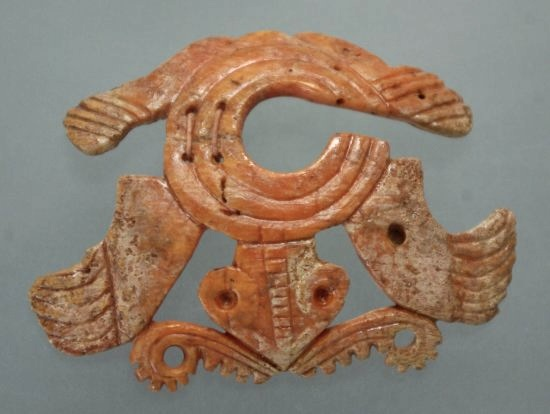
Подвеска в виде черепахи, Плайя-де-Венадо (Playa de Venado), датировка неясна: от 500 до 1300 гг. н. э., раковина, Музей Дамбартон-Оукс, г. Вашингтон

Археологический регион Гран-Кокле охватывает ряд культур доколумбовой эпохи на территории современной Панамы с наибольшей концентрацией в провинции Кокле. Археологи идентифицировали данные культуры по стилям местной керамики. Наиболее ранний и плохо изученный период Ла-Мула (La Mula) длился с 150 г. до н. э. по 300 г. н. э. За ним следовали периоды Тоноси (Tonosi), 300—550 гг. н. э., и Кубита (Cubita), 550—700 гг. н. э. В целом, группа местных культур, объединённая общими признаками, существовала в Кокле с 1200 г. до н. э. по XVI век, до завоевания испанцами.
Археологи, работавшие на территории Панамы с 1920-х годов, обнаружили руины и погребения, в которых были найдены многочисленные, интересные с культурной точки зрения артефакты: изделия из золота и других металлов, резные изображения на кости, раковинах и зубах китов, ткани, украшения из полудрагоценных камней и керамику. Золотые изделия из Кокле были предметом торговли во всей Месоамерике, их обнаружили даже в Чичен-Ице на полуострове Юкатан. Большая коллекция доисторической керамики из Кокле характеризуется хорошо структурированным дизайном, изображениями рыб, птиц, зверей и людей.
В 1920-е годы как минимум один важный археологический памятник, Конте (Панама), был настолько сильно повреждён археологами-любителями, что большая часть его исторических ценностей (включая датировку находок) утрачена навсегда. В 1930—1940-х гг. Конте длительное время раскапывал археолог Сэмюэл К. Лотроп (Samuel K. Lothrop) из Гарварда и Дж. Олден Мейсон (J. Alden Mason) из Пенсильванского университета, причём они оба опубликовали результаты своих исследований. Небольшой музей в месте раскопок представляет артефакты и историю места. Второй памятник, Эль-Каньо, был исследован более профессионально и является источником важной информации о культуре Кокле. Часть археологических памятников Кокле выделена в культурную территорию Гран-Кокле. Музей археологии и этнологии Пибоди при Гарвардском университете в г. Кембридж (Массачусетс) опубликовал в 1937 и 1942 гг. две крупных работы о раскопках в Кокле.